# مونغو بارك (لاعب صولجان)
مونغو بارك (بالإنجليزية: Mungo Park)‏ لاعب صولجان اسكتلندي، ولد عام 1835 وتوفي عام 1904.